# ChucK
ChucK è un linguaggio di programmazione concorrente, strongly-timed per la sintesi audio in tempo reale, composizione e prestazioni dal vivo, che può essere installato su Linux, MacOS X, Microsoft Windows e iOS.

## Descrizione
ChucK Supporta la concorrenza deterministica e control rate multipli, simultanei e dinamici. Offre la possibilità di eseguire codifica dal vivo, aggiungendo, rimuovendo e modificando il codice in tempo reale, durante l'esecuzione del programma. Utilizza un preciso modello di sincronizzazione e concorrenza ed offre a compositori e ricercatori un potente mezzo per la realizzazione di programmi di sintesi audio complessi e controllabili in tempo reale.
ChucK è stato realizzato da Ge Wang sotto la guida di Perry R. Cook.
È distribuito gratuitamente sotto i termini della GNU General Public License (Linux, Microsoft Windows e MacOS X). Su iPhone e iPad, ChiP (ChucK for iPhone) è distribuito sotto una licenza limitata e non open source, e non è disponibile al pubblico.

## Caratteristiche del linguaggio
ChucK è un linguaggio di programmazione orientato agli oggetti simile al linguaggio C, con tipizzazione forte.
ChucK si distingue per le seguenti caratteristiche:
- Supporto per la sintesi audio in tempo reale
- Potente e semplice modello di programmazione concorrente
- Meccanismo di sincronizzazione che permette il controllo di eventi e processi a velocità diverse
- Modello di sincronizzazione definito strongly-timed
- Compilazione dinamica dei programmi in bytecode da parte della macchina virtuale.
- Un ambiente tempo-di-esecuzione che supporta la programmazione on-the-fly
- L'operatore ChucK (=>), utilizzato per connettere UGens (unit generators), assegnazioni di variabili, etc.

Le librerie standard supportano:
- MIDI ingreso e uscita
- Open Sound Control
- Synthesis Toolkit

## Esempi
Il seguente è un semplice programma che genera una melodia random, utilizzando un oscillatore sinusoidale:
```
 // our signal graph (patch)
 SinOsc f => dac;
 // set gain
 .3 => f.gain;
 // an array of pitch classes (in half steps)
 [ 0, 2, 4, 6, 9, 10 ] @=> int hi[];
 
 // infinite loop
 while( true )
 {
     // choose a note, shift registers, convert to frequency
     Std.mtof( 65 + Std.rand2(0,1) * 43 +
         hi[Std.rand2(0,hi.cap()-1)] ) => f.freq;
 
     // advance time by 120 ms
     120::ms => now;
 }
```

## Utilizzo
ChucK è stato utilizzato dalla Princeton Laptop Orchestra (PLOrk) e per lo sviluppo di alcune applicazioni della compagnia americana Smule, tra cui il simulatore di ocarina Gli organizzatori PLOrk attribuiscono parte dell'unicità delle loro esibizioni alla codifica dal vivo che possono eseguire con ChucK..